# Diospyros pyrrhocarpa
Diospyros pyrrhocarpa är en tvåhjärtbladig växtart som beskrevs av Friedrich Anton Wilhelm Miquel. Diospyros pyrrhocarpa ingår i släktet Diospyros och familjen Ebenaceae. Utöver nominatformen finns också underarten D. p. pyrrhocarpa.